# 袁荒
袁荒，中华人民共和国教育部长江学者讲座教授，清华大学航天航空学院教授，伍珀塔尔大学机械系终身教授，主要从事航空发动机、燃气轮机设计等方面的研究工作。